# Joseba Lakarra
Joseba Andoni Lakarra Andrinua, né le 1er janvier 1962 à Arratzu, est un philologue, un écrivain de langue basque et académicien basque espagnol.
Il se spécialise dans la linguistique basque et plus spécifiquement sur le protobasque,.
Il a publié plus d'une centaine de livres et articles.

## Biographie
Joseba Lakarra est diplômé en philologie basque en 1983 et obtient un doctorat en 1994 avec la thèse XVIII. Mendeko Hiztegigintzaren Etorkiez à l'université du Pays basque. Dès 2005, il est professeur dans la même université et se spécialise dans l'étude de la préhistoire et de l'histoire de l'euskara (basque), de l'édition et l'analyse de textes antiques.
Joseba Lakarra est membre du comité de rédaction d'ASJU (International Journal of Basque Linguistics and Philology) et de Fontes Linguae Vasconum. Il devient membre titulaire d'Euskaltzaindia dès 1991, et nommé membre correspondant en 2007.
Joseba Lakarra qui est spécialisé dans la reconstruction de ce qu'on appelle communément dans les cercles initiés le « protobasque », a émis des remarques critiques, polémiques au sujet de la problématique « basco‑ibérique ».

## Publications
Ouvrages
- Euskal baladaren: aztereketa eta antologia, avec Koldo Biguri et Blanca Urgell Lázaro, elkarlanean, 1983 ;
- Manuel Larramendi. Euskal Testuak, 1990, avec Patxi Altuna ;
- K. Mitxelenaren idazlan guztiak. Hizkuntzalaritza,1988 ;
- Martin Harrieten hiztegiak (1741), 1995 ;
- (en) José Ignacio Hualde, Joseba Andoni Lakarra et Larry Trask, Towards a History of the Basque Language, Amsterdam, John Benjamins Publishing, 1995, 365 p. (ISBN 90-272-3634-8) ;
- Current Issues in Linguistic Theory 131, 1996 ;
- Refranes y Sentencias (1596), Ikerketak eta edizioa., Euskaltzaindia, 1996. Bilbao ;
- Euskal hiztegigintza zaharra, 1997.
- Euskal hiztegi historiko-etimologikoa (EHHE-200), Joseba Lakarra Andrinua, Julen Manterola, Iñaki Segurola, Gabriel Fraile, Koro Segurola, Euskaltzaindia, 2019 ·

Articles
- Larramendiren hiztegigintzaren inguruan, ASJU 19-1 (1985), 9-50. ;
- Reconstructing the Pre-proto-Basque root, 1996 ;
- Filologi-ikerketak Refranes y sentencias-ez: historia eta kritika 1997 ;
- Hizkuntzalaritza konparatua eta aitzineuskararen erroa, "Uztaro"" 25, 47-110, 1998 ;
- Ná-De-Ná, "Uztaro" 31, 15-84, 1999 ;
- Informe sobre supuestas inscripciones eusquéricas en Veleia, 2008 ;
- Filologi-ikerketak Refranes y sentencias-ez: historia eta kritika, 1997 ;
- Protovasco, munda y otros: Reconstrucción interna y tipología holística diacrónica, in Oihenart. Cuadernos de Lengua y Literatura, I Journées de Linguistique Basque-Roman, Eusko Ikaskuntza, Saint-Sebastien ;
- Studies on Basque and Historical Linguistics in honor to R. L. Trask - Ikerketak Euskalaritzaz eta Hiskuntzalaritza Historikoaz. Larry Trasken Oroitzapenetan, avec Jose Ignacio Hualde, 2006.